# Rubus sorbicus
Rubus sorbicus es una especie de planta del género Rubus, perteneciente a la familia Rosaceae.

## Taxonomía
Rubus sorbicus fue descrita por H. E. Weber en 1980.

## Distribución
Se encuentra en el territorio este de Europa central.